# Porch House
Porch House è una casa padronale storica nel villaggio e parrocchia civile di Potterne nella contea del Wiltshire nel Sud Ovest dell'Inghilterra, Regno Unito. L'edificio risale al XIII secolo e l'English Heritage lo considera un monumento classificato di prima categoria per il suo particolare interesse storico e architettonico.

## Storia

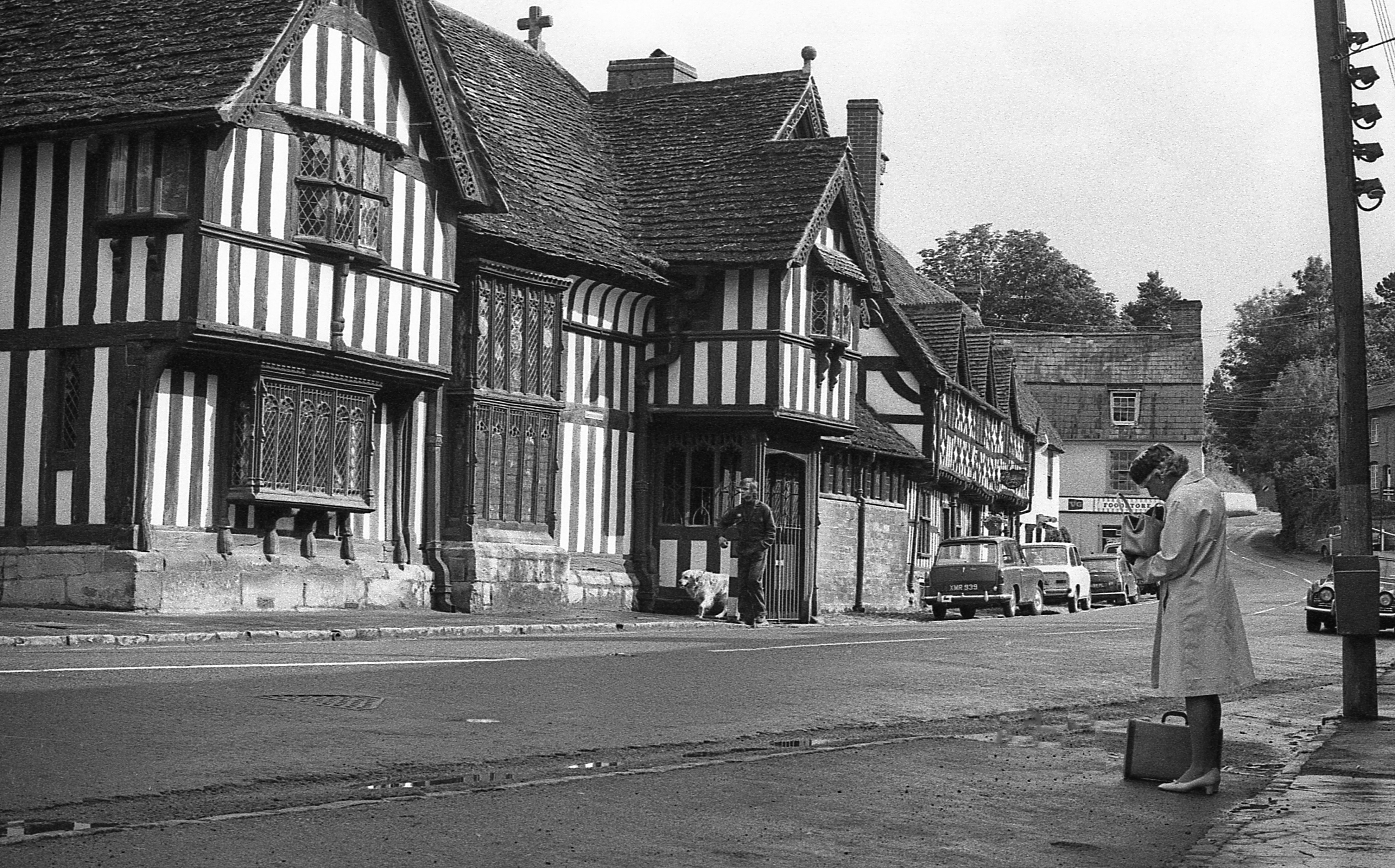
Porch House in un'immagine del 1975

Porch House è stata edificata attorno al 1480 ed è stata restaurata nel XIX secolo, ma conserva molte delle sue caratteristiche originali, tra cui raffinati lavori in legno, come alcune splendide assi di legno intagliate. Fu molto probabilmente voluta dai vescovi di Salisbury, che possedevano il maniero di Potterne, e venne abitata da almeno un vescovo, quindi è legata alla chiesa locale. In seguito è divenuta un birrificio, un panificio e anche un pub, The White Horse. Nel 1870 George Richmond acquistò la casa, presumibilmente su raccomandazione di Samuel Palmer, e la restaurò con cura su consiglio in parte di E. Christian e soprattutto dell'assistente di Christian, Purday. Un disegno del 1810 di J. Buckler è conservato al Museo di Devizes.

## Descrizione
L'English Heritage ha inserito dal 19 marzo 1962 Porch House a Potterne tra gli edifici storici come monumento classificato di prima categoria col numero 1273182.

### Esterni
La casa si trova nella parte centrale dell'abitato del villaggio di Potterne nella contea del Wiltshire nel Sud Ovest dell'Inghilterra, Regno Unito. Si tratta di una classica casa padronale medievale con struttura in legno situata nella via principale di Potterne. Costruita su un basamento di pietre molto solide, presenta una struttura a travi strette, quindi presenta numerose travi verticali parallele e ravvicinate tra loro. La struttura principale è fiancheggiata da due ali trasversali. La struttura è in legno e i tetti sono in pietra e ardesia e i camini in pietra squadrata. I lucernari superiori sono restauri e forse anche i trafori dei lucernari inferiori. A destra vi sono montanti stretti e una profonda grondaia.
L'ala trasversale destra presenta un portico sporgente a sinistra e, a destra, un bovindo in legno datato G.R. 1874 al primo piano e una finestra a quattro luci piombate restaurata al piano terra con teste traforate. Il portico è a traverso su 3 lati con un bovindo simile al primo piano datato G.R. 1874. Il retro presenta un timpano a filo con l'ala sud, una parete posteriore a travi strette che conduce all'ingresso e un'ala posteriore a due campate con l'ala nord, con travi a vista sul fronte sud con controventi, un gruppo di due finestre con porta a sinistra e un camino in pietra del XIX secolo all'estremità orientale. A sud della casa originale si trova un gruppo cucina del 1874 circa con base in pietra, una fila di finestre a montanti in legno sotto la grondaia. Un abbaino è stato rimosso dal fronte strada. Il fronte giardino presenta un timpano sporgente con graticcio sopra la fila di finestre.

### Interni
All'interno la sala principale è grande, a due campate con capriata centrale a travi a martello e 3 ordini di controventi. Le pareti sono modanate. Il salotto superiore ha un enorme camino in pietra, un arco a quattro punte e una mensola modanata. La stanza superiore ha un tetto rinforzato con controventi. L'ala posteriore presenta massicce travi a vista fino al soffitto e un camino del XIX secolo che si abbina al camino del salotto. Nel restauro del 1870 furono inseriti pavimenti in mosaico di vetro e alcune pregevoli piastrelle a encausto nel pavimento inferiore. Le vetrate policrome del XV e del XVII secolo nella sala furono restaurate utilizzando frammenti donati da Lord Leven, di provenienza sconosciuta.
Nell'insieme conserva molte caratteristiche originali, tra cui raffinati lavori in legno, come alcune splendide assi di legno intagliate. Al piano terra l'ingresso a tutta altezza è restaurato ad arco in stile Tudor e aperture laterali mostra tre luci del XIX secolo con trafori, è fiancheggiato da due ali trasversali che hanno probabilmente ospitato stanze private da un lato e locali di servizio dall'altro. Il portico sporge da una delle ali trasversali. La porta interna ad arco in stile Tudor è del XIX secolo con travetti e piccolo cancelletto originale a punta.